# 9th Wonder
Patrick Douthit (conocido como 9th Wonder) (Winston-Salem, Carolina del Norte, 15 de enero de 1975) es un productor de hip-Hop. Comenzó su carrera como miembro y productor principal del grupo Little Brother, trabajando posteriormente con artistas como Nas, Mary J. Blige, Jay-Z, Murs, Wale, Jean Grae, Buckshot y Destiny's Child. Como integrante de Little Brother se ganó el reconocimiento del público y las alabanzas de la crítica por su trabajo en el disco debut de la banda, "The Listening". Pese a que Little Brother se disolvió, 9th Wonder no cierra la puerta a una futura reunión al igual que sus excompañeros Phonte y Big Pooh.

## Importancia y estilo
Todavía siendo considerado una promesa de la producción, publicó un álbum que remezclaba el disco "God's son de Nas, titulándolo "God's stepson". Se considera que este disco inició la moda de discos que ofrecen una visión diferente, en cuanto a producción se refiere, del original. 9th Wonder tiene un estilo suave de producción, lleno de soul, utilizando sampleos de artistas como Al Green o Curtis Mayfield por citar algunos ejemplos. Entre sus influencias se encuentran DJ Premier, Pete Rock, J-Dilla Y The RZA.

## Discografía en solitario
- 2005: Dream Merchant Vol. 1
- 2007:  Dream Merchant Vol. 2
- 2009: The Wonder Years
- 2012: 9th wonder - tutankhamen

## Discografía colaborando con otros artistas
- 2003: The Listening con Little Brother
- 2003: Shake N Beats con Spectac
- 2004: Murs 3:16: The 9th Edition con Murs
- 2005: The Minstrel Show con Little Brother
- 2005: Chemistry con Buckshot
- 2005: Spirit of '94: Version 9.0 con Kazé
- 2005: 9th Gate con Access Immortal
- 2006: Murray's Revenge con Murs
- 2006: Cloud 9: The Three Day High con Skyzoo
- 2007: Class Is In Session con Pete Rock
- 2008: The Formula con Buckshot
- 2008: Jeanius con Jean Grae
- 2008: Sweet Lord con Murs
- 2008: The Corner of Spec & 9th con Spectac
- 2008: The W.ide W.Orld of W.Rap con E. Ness
- 2009: The R&B Sensation Mixtape con Tyler Woods
- 2009: Back to the Feature con Wale
- 2009: Curse of thee Green Faceded con Thee Tom Hardy
- 2010: Fornever con Murs
- 2010: Death of a Pop Star con David Banner
- 201?:  The Solution con Buckshot

## Discografía como remezclador
- 2003: ...Invented the Remix
- 2003: God's Stepson - Nas (remezcla del disco de Nas "God's son")
- 2004: Black is Back! - Jay-Z (remezcla del disco de Jay-Z "The Black Album")
- 2010: 9th Invented the Remix...AGAIN

## Producciones para otros artistas

### Cesar Comanche-Paper Gods
- 04. "Knowing is Half the Battle" (feat. Justus League, Sean Boog)
- 05. "Land of Hate"
- 06. "Underground Heaven"
- 07. "A-Game"
- 08. "WJLR Evening" (feat. 9th Wonder)
- 09. "Drought of 2002"
- 10. "Edited for T.V."
- 11. "Trust II" (feat. Sean Boog)
- 13. "Daily Operation" (feat. L.E.G.A.C.Y., Sean Boog)
- 16. "WJLR Night" (feat. Edgar Allen Floe)

### Jay-Z-The Black Album
- 07. "Threat"

### De La Soul-The Grind Date
- 06. "Church" (feat. Spike Lee)

### Masta Ace-A Long Hot Summer
- 03. "Good Ol' Love"

### Destiny's Child-Destiny Fulfilled
- 05. "Is She the Reason"
- 06. "Girl"
- 12. "Game Over"

### Jean Grae-This Week
- 08. "Supa Luv"
- 16. "Don't Rush Me"

### Consequence-Take 'Em to the Cleaners
- 10. "I See Now" (feat. Kanye West, Little Brother)

### Cesar Comanche-Squirrel And The Aces
- 01. "Get Ready" (feat. Median)
- 02. "The Life" (feat. Phonte & Darien Brockington)
- 05. "Up & Down" (feat. Eternia)
- 15. "Precious Time"
- 17. "Outro"

### Memphis Bleek-534
- 10. "Smoke The Pain Away" (feat. Denim)
- 12. "Alright"

### Big Pooh-Sleepers
- 04. "Heart Of The City"
- 05. "Every Block" (feat. Phonte)
- 10. "Scars" (feat. Joe Scudda, Median)
- 11. "Between The Lines"
- 13. "Now"

### Sean Price-Monkey Barz
- 05. "Heartburn"

### Mary J. Blige-The Breakthrough
- 06. "Good Woman Down"

### L.E.G.A.C.Y.-Project Mayhem
- 04. "Lou's Tavern"
- 06. "Nice"
- 09. "Fast Girls"
- 10. "Cold As A Butcher"
- 11. "Insomnia"
- 12. "Pain In Life"
- 13. "Sista Girl" (feat. Keisha Shontelle)
- 14. "Broken Heart Disease"
- 16. "I'm Nothing"
- 17. "2 Sided Coin"
- 18. "Imperfect World" (feat. Keisha Shontelle, Percy Miracles)
- 19. "Dirty Bomb"

### Boot Camp Clik-The Last Stand
- 01. "Here We Come"
- 07. "Take a Look (In The Mirror)"
- 11. "So Focused"

### Lloyd Banks-Rotten Apple
- 14. "One Night Stand"

### De La Soul-The Impossible: Mission TV Series - Pt. 1
- 17. "Freedom Train"

### Obie Trice-Second Round's on Me
- 20. "Luv" (feat. Jaguar Wright)

### Edgar Allen Floe-Floe Almighty
- 01. "Skyward"
- 05. "Floe Almighty"
- 07. "The Torch"
- 12. "The Righteous Way To Go (Remix)"
- 13. "Cruise"

### Little Brother-Getback
- 03. "Breakin' My Heart" (feat. Lil Wayne)

### Boot Camp Clik-Casualties of War
- 07. "I Need More"

### Sean Price-Jesus Price Supastar
- 03. "P-Body"
- 06. "Violent"
- 12. "You Already Know" (feat. Skyzoo)
- 14. "Let It Be Known" (feat. Phonte)

### Bishop Lamont-N*gger Noize
- 12. "First They Love You" (feat. Indef, Prime)

### Bishop Lamont-Pope Mobile
- 06. "I Just Want the Money" (feat. Bokey)

### Ludacris-Theater of the Mind
- 14. "Do The Right Thing" (feat. Common & Spike Lee)

### EPMD-We Mean Business
- 11. "Left 4 Dead" (feat. Skyzoo)

### Erykah Badu-New Amerykah Part One (4th World War)
- 11. "Honey"

### MURS-Murs for President
- 02. "I'm Innocent"
- 12. "Love and Appreciate II" (feat. Tyler Woods)
- 15. "Breakthrough"

### Akrobatik-Absolute Value
- 06. "Be Prepared" (feat. Little Brother)

### Royce da 5'9"-The Bar Exam 2: The Album
- 13. "On the Low"

### KRS-One&Buckshot-Survival Skills
- 14. "Past, Present, Future" (feat. Melanie Fiona & Naledge)

### Kenn Starr-It's Still Real...
- 11. "Wonder Why" (feat. Big Sean, Mike Posner, Wale)
- 18. "Sum Ish For Dave" (feat. Haysoos)

### Big Pooh-The Delightful Bars (The North American Pie Version)
- 14. "Rear View Mirror"

### Cesar Comanche-Die In Your Lap
- 03. "Choose"
- 08. "Hello World"
- 09. "Hands High"
- 10. "What's Wrong"
- 15. "Reborn"

### Skyzoo-The Salvation
- 03. "The Beautiful Decay"
- 06. "Like a Marathon"
- 08. "Under Pressure"
- 13. "Easy to Fly" (feat. Carlitta Durand)
- 15. "Metal Hearts"

### Kenn Starr-It's Still Real...
- 11. "Wonder Why" (feat. Big Sean, Mike Posner, Wale)
- 18. "Sum Ish For Dave" (feat. Haysoos)

### The Strange Fruit Project-The Healing
- 09. "Special"

## Trabajos más recientes
- 2009: incluido en la serie de televisión The Boondocks
- 2009: "Meet Me In The Zone" - MoeRoc (Not The Average Joe (Street Album)/Presidential MC)
- 2009: In The W.ide W.orld Of W.rap - E.Ness (produced 9 of 12 songs)
- 2009: "Do Remember", "We Are", "We Belong" - Skyzoo (The Power Of Words)
- 2009: "Past Present Future" (feat. Melanie Fiona & Naledge) - KRS-One And Buckshot ("Survival Skills - Collaboration Album")
- 2009: "S.P.I.T." - David Banner & GQ (EA Sport NBA Live Mixtape)
- 2010: "Slow Down"- David Banner (Death Of Pop Star)
- 2010: "Let’s End It (Poverty)"- Nas & Damian Marley (Distant Relatives)
- 2010: "20 Feet Tall"- Erykah Badu (New Amerykah Part Two (Return of the Ankh))
- 2010: "X And Bill"- Sadat X (feat. Ill Bill de La Coka Nostra/Non Phixion) ("Wild Cowboys II")

Algunas de estas grabaciones todavía no han aparecido al mercado.
- Datos: Q277512
- Multimedia: 9th Wonder / Q277512